# Валиахметов, Игорь Нариманович
И́горь Нариманович Валиахме́тов (1 января 1950, село Матвеевка, Мензелинский район, Татарская АССР, РСФСР — 31 октября 2016, Сочи, Российская Федерация) — российский хозяйственный деятель, генеральный директор АО «Ижевский радиозавод» (1992—2016).

## Биография
В 1965—1969 гг. — учащийся Ижевского индустриального техникума, специальность «Обработка металлов резанием». В 1977 г. — окончил Ижевский механический институт, специальность «Технология машиностроения, металлорежущие станки и инструменты».
- 1969—1971 гг. — техник-технолог на Ижевском радиозаводе,
- 1971—1973 гг. — служба в рядах Советской Армии,
- 1973—1977 гг. — старший техник-технолог, инженер-технолог на Ижевском радиозаводе,
- 1977—1980 гг. — секретарь заводского комитета ВЛКСМ Ижевского радиозавода,
- 1980—1987 гг. — заместитель начальника ремонтно-строительного участка, начальник отдела снабжения Ижевского радиозавода,
- 1987—1992 гг. — заместитель генерального директора по коммерческим вопросам Ижевского радиозавода.
- 1992 г. — обучался на курсах менеджеров в США,
- 1992—2016 гг. — генеральный директор Ижевского радиозавода.

С марта по октябрь 2016 г. — советник генерального директора по стратегическому развитию Ижевского радиозавода.
Похоронен в Ижевске.

## Награды и звания
Государственные награды РФ:
- Медаль «За трудовую доблесть» (1987)
- Орден Почёта (1995)
- Медаль «300 лет Российскому флоту» (1996)
- Орден Дружбы (2000)
- Орден преподобного Сергия Радонежского III степени (2007)
- Почётное звание «Заслуженный работник ракетно-космической промышленности Российской Федерации» (2008)
- Почётная грамота Государственной Думы Федерального собрания РФ (2009)
- Почётная грамота Правительства Российской Федерации (2010)
- Почётная грамота Совета Федерации Федерального Собрания Российской Федерации (2014)

Ведомственные награды Федерального космического агентства РФ:
- Знак Циолковского (2001)
- Знак Королёва (2003)
- Медаль «Звезда Циолковского» (2004)
- Юбилейная памятная медаль «С.П. Королев» (2006)
- Знак «За содействие космической деятельности» (2008)
- Знак Гагарина (2009)
- Знак «50 лет первого полета человека в космос» (2011)
- Знак «За обеспечение космических стартов» (2013)

Награды ведомств РФ:
- Знак ОАО РЖД  «Почетный железнодорожник» (2004)
- Медаль «За  усердие» — Федеральной службы по оборонному заказу (2008)
- Почетный знак МЧС (2010)
- Медаль МЧС России «За содружество во имя спасения» (2012)
- Медаль МЧС России «Маршал Василий Чуйков» (2012)
- Медаль ФСТЭК России «За укрепление государственной системы защиты информации» 1 степени (2013)
- Медаль Министерства обороны Российской Федерации «За укрепление боевого содружества» (2014)

Награды Удмуртской Республики:
- Звание «Заслуженный работник промышленности Удмуртской Республики» (2004)
- Портрет занесен на Доску Почета Удмуртской Республики (2004)
- Почётная грамота Удмуртской Республики (2008)
- Почётный гражданин Ижевска (2010)[2]
- Почетная грамота Госсовета Удмуртской Республики (2014)
- Диплом «Лучший менеджер России» (2000)
- Лауреат национальной общественной премии имени Петра Великого (2000)